# Phyllodoce panamensis
Phyllodoce panamensis är en ringmaskart som beskrevs av Treadwell 1917. Phyllodoce panamensis ingår i släktet Phyllodoce och familjen Phyllodocidae. Inga underarter finns listade i Catalogue of Life.